# 阔裂叶羊蹄甲
阔裂叶羊蹄甲（学名：Bauhinia apertilobata）为豆科羊蹄甲属下的一个种。

## 扩展阅读
- 維基物種上的相關：阔裂叶羊蹄甲